# 清水雅広
清水 雅広（英: Masahiro Shimizu, しみず まさひろ、1964年11月22日 - ）は、神奈川県藤沢市出身の元モーターサイクル・ロードレースライダー。1987年全日本ロードレース選手権250ccクラスチャンピオン。1988年から5年間ロードレース世界選手権フル参戦。1992年に雅広から雅浩に改名（後に雅広に戻す）。

## 活動経歴

### 全日本時代
1982年、高校3年生でレースデビュー。1984年、全日本ロードレース選手権国際B級125ccのチャンピオンを獲得。
1985年、国際A級に昇格し、激戦の250ccクラスにステップアップ（テクニカルスポーツ関東からのエントリー）。プライベーターながら最終戦鈴鹿でA級初優勝を飾る。
1986年、引き続きテクニカルスポーツ関東から250㏄クラスにエントリー。序盤戦はホンダ・RS250に乗っていたが、ホンダワークスの250ccエースであった小林大の調子が振るわなかった事もあり、ホンダは複数のトップクラスプライベーターにワークスマシンNSR250の貸与を開始。清水もその一人に選ばれ、第4戦筑波からNSR250を供給され、3勝をマーク。全日本最終戦日本GP（鈴鹿）では世界GPで4度のチャンピオン経験を持つアントン・マンクと2位を巡り大バトルを繰り広げる。最終ラップに転倒を喫するも、更に評価が高まる。
1987年、ホンダワークスHRCの契約ライダーとなり、チームメイトの小林大とともに青いストライプの味の素TERRAカラーのNSR250を駆る。世界GPデビュー戦となった開幕戦日本GP（鈴鹿）ではポールポジションを獲得。全日本では出場11戦中優勝7回・2位3回と圧倒的な速さをみせ、第10戦で早々とチャンピオンを決定。前年の清水のようにシーズン途中からワークスYZR250を手に入れた3歳年下の本間利彦の挑戦も退けた。チャンピオン決定後は全日本を欠場し、世界GPの南米ラウンド2戦に遠征。最終戦アルゼンチンGPでは予選2位からトップ争いを展開し、3位表彰台に立つ。ベテランの多い250ccクラスの猛者たちに交じり、海外初挑戦ながら堂々とバトルを演じた。

### 世界GP挑戦
1988年、味の素TERRAのスポンサーを受け、ワークスライダーとして世界GP250ccクラスへフル参戦を開始する。しかし、開幕直前のテストで右手首を骨折し序盤2戦を欠場。しかもその間に清水の代役でアメリカGP（ラグナ・セカ）に出場したジム・フィリスが優勝を果たしてしまうという皮肉な世界へのスタートとなった。復帰2戦目のExpo92GP（ヘレス）で2位表彰台を獲得、ベルギーGP（スパ）でもトップを猛追するが転倒。速さでは周囲に引けをとらないがリタイア・ノーポイントが続き、それ以降は走りを変える事も含めて世界GPの壁に突き当たる。清水本人はレース誌インタビュー等で「速く走る能力自体はそんなに差を感じないが、速いマシンに的確にセッティングする能力が足りない」という主旨のコメントを話していた。
フル参戦2年目の1989年、前年からのスランプがなかなか解消されなかったが、第6戦ドイツGP（ホッケンハイム）で突如トップ争いに加わり3位表彰台。チェコスロバキアGP（ブルノ）でも快走し、終盤トップに浮上するも、初優勝目前の最終ラップ・ゴールライン上でラインハルト・ロスに並ばれ、わずか1/1000秒差で2位となり優勝を逃す。最終戦ブラジルGP（ゴイアニア）でもホンダ勢最上位で2位入賞。4度の表彰台・年間ランキング6位で終える。最終戦後帰国し、SUGOでのTBCビッグロードレースと筑波でのMFJグランプリに参戦。MFJグランプリでは岡田忠之とトップ争いの末敗れ2位。優勝した岡田は全日本チャンピオン獲得となり、GPライダー清水との直接対決で勝った事は岡田にとって大きな自信となるターニングポイントとなった。
1990年は最高位2位。トップ争いに加わるレースは度々あり、表彰台獲得はするものの、勝てそうでなかなか勝てないというのはこの年も変わらず。
1991年、1987年から続いていた味の素TERRAレーシングからの参戦ではなくなり、ホンダワークスカラーのマシンで参戦。ヘルメットのカラーリングも一新する。転倒ノーポイントの多い前年までの反省から、堅実なレース運びをすることが多くなり、安定感が増したと評価される一方で、表彰台に手の届かない地味なレースが多くなった。シーズンランキングがほぼ確定した最終戦マレーシアGPでは久しぶりに攻撃的なライディングを披露したが、3位走行中に転倒し、結果的には表彰台に一度も登らない初めてのシーズンとなってしまった。年間ランキングは自身過去最高を記録。
1992年、ホンダワークスHRCからのエントリーではなくなり、自らのチームを組織しサテライトチームとしてワークスマシンNSR250の貸与を受けるという形のエントリーとなった。走ることだけを考えていればよかったこれまでのシーズンと違い、スポンサー探しから自らの足で行わねばならない状況は、清水にとっては苛酷なものであった。前年上田昇を支援したヒーロースポーツをメインスポンサーとして獲得できたが、資金的には決して楽ではなく、清水はそれまでの貯金をすべてこのシーズンの参戦で使い果たしたと後に語っている。スペアカー（Tカー）がないため、一機しかないエンジンにトラブルが生じ、予選の大半をピットで過ごすことを強いられることもあった。
反面、パーツテスト等ワークスライダーとしての種種の責務から解放されたことで、パドックで見る清水は前年までと比べて明らかにリラックスしていたとも言われている。他のワークスマシンを駆るライダーに比べ、不利な条件での参戦ではあったが健闘し、第4戦スペインGPでは一時トップに立つ活躍を見せた。このレースでは、清水を含む2位争いの集団から終盤に抜け出したピエール・フランチェスコ・キリが、チェッカーフラッグ1周前なのにゴールと勘違いし、ガッツポーズしながらスローダウンしてしまうという珍事があり、清水は3位表彰台を獲得した。しかし、資金難によるパーツ不足もあいまって成績は中盤から下降線を描き、結果的にランキング9位でシーズンを終える。シーズン終了後になっても翌年の参戦計画がなかなか発表されず、レース雑誌には翌年は500ccにステップアップするのでは?という記事が出たりもしたが、結局この1992年が清水のレーサーとしての最後のシーズンとなった。
清水はレースデビューからわずか5年、22歳の若さで国内最速の域に達しながら、その5年後、28歳で静かに表舞台から去った。片山敬済以来の世界チャンピオンを期待していたファンは、世界で1勝することがどれだけ大変な事なのか、という事を思い知る事となった。平忠彦・八代俊二・清水ら日本人ワークスライダーが期待に応えられなかった一方、1990年代に入ると世界GPに対する日本人の「距離感」が劇的に変化する時期を迎える。1991年には125ccクラスの上田昇・坂田和人・若井伸之らプライベーターが世界に飛び出して活躍し始める。1993年には250ccクラスに原田哲也、岡田忠之、青木宣篤がフルエントリーし、原田に至っては開幕戦優勝をふくめて3勝を挙げ、その年の世界チャンピオン獲得まで成し遂げた。

## レース戦績
- 1982年 - レースデビュー。
- 1983年 - 全日本ロードレース選手権ノービス125ccランキング4位
- 1984年 - 全日本ロードレース選手権国際B級125ccチャンピオン
- 1985年 - 全日本ロードレース選手権国際A級250ccランキング4位（ホンダ・RS250R、ゼッケン72）
- 1986年 - 全日本ロードレース選手権国際A級250ccランキング3位
- 1987年 - 全日本ロードレース選手権国際A級250ccチャンピオン（AJINOMOTOホンダ TERRAレーシング、ホンダ・NSR250）

ロードレース世界選手権GP250ランキング13位（スポット参戦）
- 1988年 - ロードレース世界選手権250ccランキング10位（AJINOMOTOホンダ TERRAレーシング、ホンダ・NSR250）
- 1989年 - ロードレース世界選手権250ccランキング6位（AJINOMOTOホンダ TERRAレーシング、ホンダ・NSR250）
- 1990年 - ロードレース世界選手権250ccランキング7位（AJINOMOTOホンダ TERRAレーシング、ホンダ・NSR250）
- 1991年 - ロードレース世界選手権250ccランキング5位（ホンダ・NSR250）
- 1992年 - ロードレース世界選手権250ccランキング9位（ホンダ・NSR250）

## エピソード
- 海が近い環境だった事から、オートバイに乗る以前はサーフィンに熱中していた。
- 高校生の時、当時の人気テレビ番組『びっくり日本新記録』（日本テレビ系列）「水上ドラム缶ロデオ」競技に出場し、趣味のサーフィンの技術を活かして優勝したことがある。
- コーナーを曲がるときに身体と一緒に頭もバンクする独特のハングオフフォームで知られた（平衡感覚を保つため、身体を傾けても頭部は地面と水平にするのが普通）。
- 筑波サーキットではコースレイアウト特性もあるが、最高峰クラスである500ccマシンよりも速いラップタイムを叩き出す事もあった。S字区間では第1ヘアピンへのアプローチに備えて、身体を起こしながらバイクを寝かす「逆ハングオン」のライディングフォームをとっていた。[要出典]

## レース戦歴

### 全日本ロードレース選手権
| 年     | チーム                   | マシン         | 区分     | クラス | 1      | 2       | 3       | 4      | 5       | 6       | 7     | 8       | 9       | 10      | 11      | 12    | 順位 | ポイント |
| ------ | ------------------------ | -------------- | -------- | ------ | ------ | ------- | ------- | ------ | ------- | ------- | ----- | ------- | ------- | ------- | ------- | ----- | ---- | -------- |
| 1983年 | テクニカルスポーツ関東   | ホンダ・RS125R | ノービス | 125cc  |        | TSU     | SUZ     | TSU 2  | SUG     | SUZ     | TSU 2 | SUG 4   | SUZ 1   |         |         |       | 4位  | 50       |
| 1984年 | テクニカルスポーツ関東   | ホンダ・RS125R | 国際B級  | 125cc  | TSU 2  | SUG 2   | SUZ Ret | TSU 1  | SUG 2   | SUZ 2   | TSU 1 | SUG Ret | SUZ 1   | TSU 3   |         |       | 1位  | 146      |
| 1985年 | テクニカルスポーツ関東   | ホンダ・RS250R | 国際A級  | 250cc  | TSU 11 | SUZ 11  | TSU Ret | SUG 10 | SUZ Ret | TSU 9   | SUG 6 | SUG 3   | SUZ 1   |         |         |       | 4位  | 71       |
| 1986年 | テクニカルスポーツ関東   | ホンダ・RS250R | 国際A級  | 250cc  | TSU C  | SUG Ret | SUZ Ret |        |         |         |       |         |         |         |         |       | 3位  | 64       |
| 1986年 | テクニカルスポーツ関東   | ホンダ・NSR250 | 国際A級  | 250cc  |        |         |         | TSU 1  | SUG 1   | TSU Ret | TSU 1 | SUG 12  | SUZ Ret |         |         |       | 3位  | 64       |
| 1987年 | 味の素ホンダ・レーシング | ホンダ・NSR250 | 国際A級  | 250cc  | TSU 1  | SUZ 2   | TSU 1   | SUG 2  | SUZ 1   | TSU 1   | SUG 1 | TSU 1   | SUG 2   | SUZ WGP | TSU 1   |       | 1位  | 194      |
| 1988年 | 味の素ホンダ・レーシング | ホンダ・NSR250 | 国際A級  | 250cc  | SUZ 2  | TSU -   | NIS -   | TSU -  | SUZ -   | TSU -   | SUG - | SEN -   | SUG -   | SUZ -   | SUG -   | TSU - | 24位 | 17       |
| 1989年 | 味の素ホンダ・レーシング | ホンダ・NSR250 | 国際A級  | 250cc  | TSU -  | SUZ -   | NIS -   | SUG -  | TSU -   | SUZ -   | TSU - | SUG -   | SUZ -   | SEN -   | SUG Ret | TSU 2 | 21位 | 20       |

- 太字はポールポジション。

### ロードレース世界選手権
1969年から1987年までのポイントシステム
| 順位     | 1  | 2  | 3  | 4 | 5 | 6 | 7 | 8 | 9 | 10 |
| ポイント | 15 | 12 | 10 | 8 | 6 | 5 | 4 | 3 | 2 | 1  |

1988年から1992年までのポイントシステム
| 順位     | 1  | 2  | 3  | 4  | 5  | 6  | 7 | 8 | 9 | 10 | 11 | 12 | 13 | 14 | 15 |
| ポイント | 20 | 17 | 15 | 13 | 11 | 10 | 9 | 8 | 7 | 6  | 5  | 4  | 3  | 2  | 1  |

(key) （太字はポールポジション、斜体はファステストラップ）
| 年     | クラス | チーム | 1      | 2      | 3      | 4     | 5      | 6      | 7      | 8      | 9      | 10     | 11     | 12     | 13     | 14     | 15     | ポイント | 順位 | 勝利数 |
| ------ | ------ | ------ | ------ | ------ | ------ | ----- | ------ | ------ | ------ | ------ | ------ | ------ | ------ | ------ | ------ | ------ | ------ | -------- | ---- | ------ |
| 1987年 | 250cc  | ホンダ | JPN 4  | ESP -  | GER -  | NAT - | AUT -  | YUG -  | NED -  | FRA -  | GBR -  | SWE -  | CZE -  | RSM -  | POR -  | BRA 9  | ARG 3  | 20       | 13位 | 0      |
| 1988年 | 250cc  | ホンダ | JPN -  | USA -  | ESP 5  | EXP 2 | NAT 4  | GER NC | AUT 6  | NED NC | BEL NC | YUG NC | FRA NC | GBR 9  | SWE NC | CZE 13 | BRA 9  | 68       | 10位 | 0      |
| 1989年 | 250cc  | ホンダ | JPN 13 | AUS 14 | USA 10 | ESP 7 | NAT 11 | GER 3  | AUT 10 | YUG -  | NED 11 | BEL 9  | FRA 7  | GBR 3  | SWE NC | CZE 2  | BRA 2  | 116      | 6位  | 0      |
| 1990年 | 250cc  | ホンダ | JPN NC | USA 11 | ESP NC | NAT 8 | GER 6  | AUT NC | YUG 12 | NED 4  | BEL 9  | FRA 4  | GBR 2  | SWE 3  | CZE NC | HUN NC | AUS 8  | 100      | 7位  | 0      |
| 1991年 | 250cc  | ホンダ | JPN 8  | AUS NC | USA 5  | ESP 4 | ITA 7  | GER 5  | AUT 6  | EUR 6  | NED 6  | FRA 6  | GBR 4  | RSM 4  | CZE 4  | VDM 5  | MAL NC | 142      | 5位  | 0      |
| 1992年 | 250cc  | ホンダ | JPN NC | AUS NC | MAL 8  | ESP 3 | ITA 8  | EUR NC | GER 5  | NED 5  | HUN 4  | FRA NC | GBR 9  | BRA 13 | RSA 11 |        |        | 46       | 9位  | 0      |